# Gränsfors
Gränsfors är en tidigare småort i Bergsjö och Gnarps distrikt (Bergsjö och Gnarps socknar) i Nordanstigs kommun, belägen vid Baståsån, omkring sju km norr om Bergsjö. 2015 hade folkmängden i området minskat och småorten upplöstes.

## Näringsliv
I orten finns Gränsfors Bruks AB, som tillverkar yxor. Dessutom bedrivs tillverkning av blomkrukor vid Gränsfors blomkruksfabrik.

## Evenemang
I orten anordnas årligen sedan 2012 en spelmansstämma, Gränsforsstämman eller Gränsfors spelmansstämma den tredje helgen i juli.